# Тен Мюлдер
Тен Мюлдер (нід. Teun Mulder, 18 червня 1981) — нідерландський велогонщик, олімпійський медаліст.

## Виступи на Олімпіадах
| Олімпіада   | Дисципліна       | Місце     |
| ----------- | ---------------- | --------- |
| Афіни 2004  | спринт           | 10        |
| Афіни 2004  | гіт 1000 метрів  | 11        |
| Афіни 2004  | кейрін           | 4 h3 r2/4 |
| Афіни 2004  | командний спринт | 6         |
| Пекін 2008  | спринт           | 6         |
| Пекін 2008  | кейрін           | 21T       |
| Пекін 2008  | командний спринт | 5         |
| Лондон 2012 | кейрін           | 3T        |